# فورت واشینگتن (کالیفرنیا)
فورت واشینگتن (به انگلیسی: Fort Washington) یک منطقهٔ مسکونی در ایالات متحده آمریکا است که در شهرستان فرسنو، کالیفرنیا واقع شده‌است. فورت واشینگتن ۰٫۳۲۱ کیلومتر مربع مساحت و ۲۳۳ نفر جمعیت دارد و ۱۱۱٫۸۶ متر بالاتر از سطح دریا واقع شده‌است.